# Tolnay Klári Emlékház

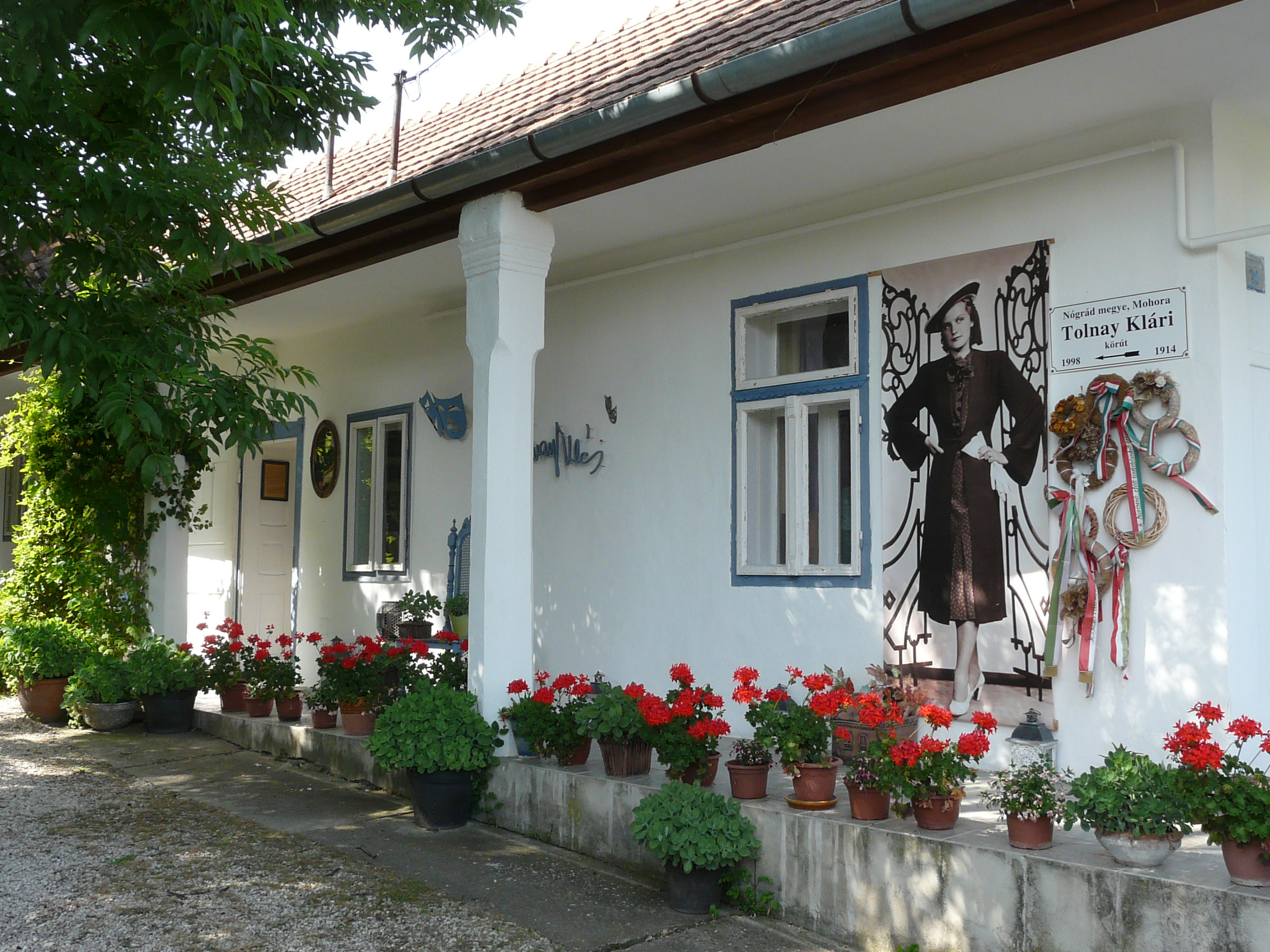
Tolnay Klári Emlékház, Mohora, 2019

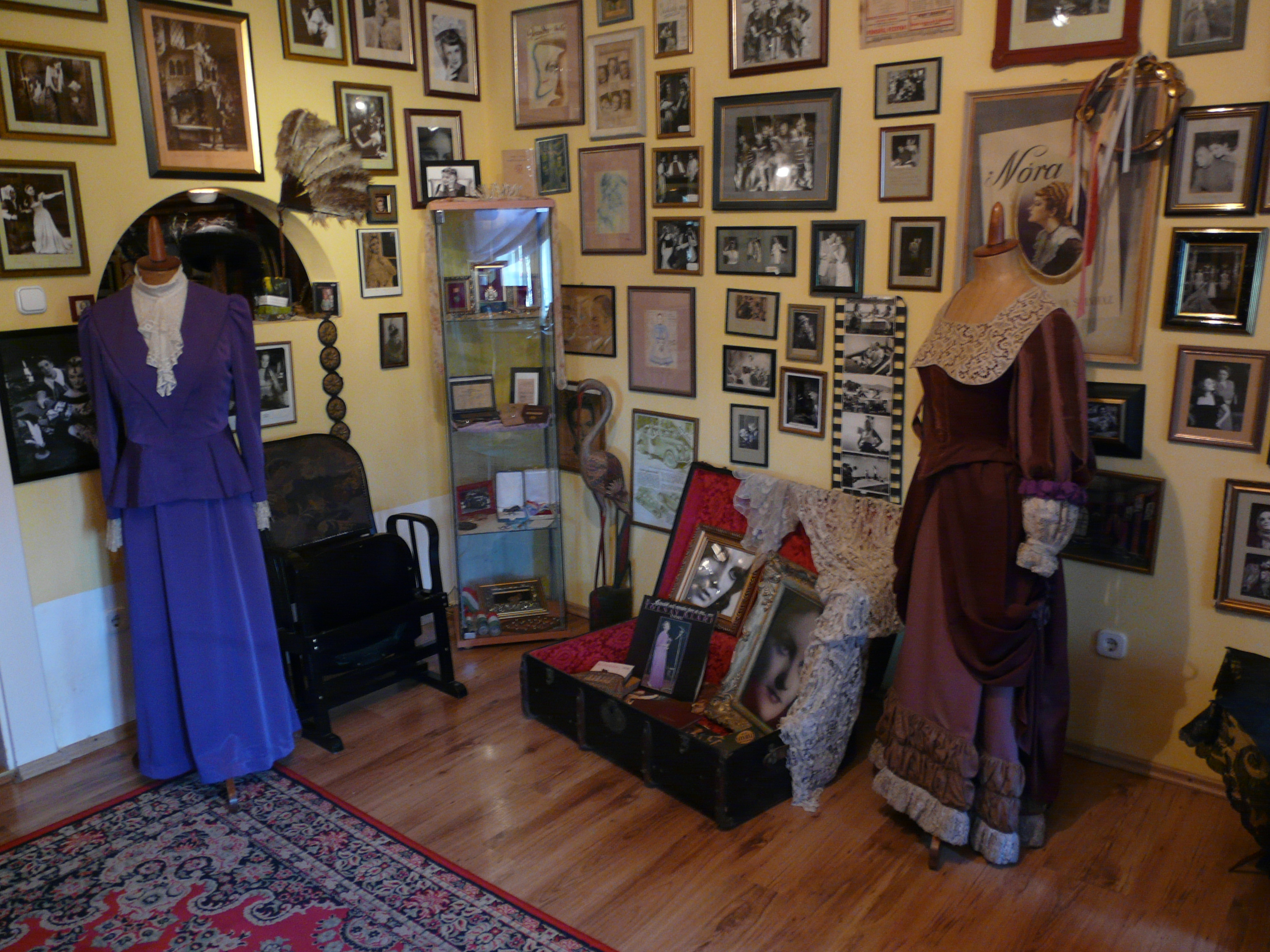
Szoba az emlékházban

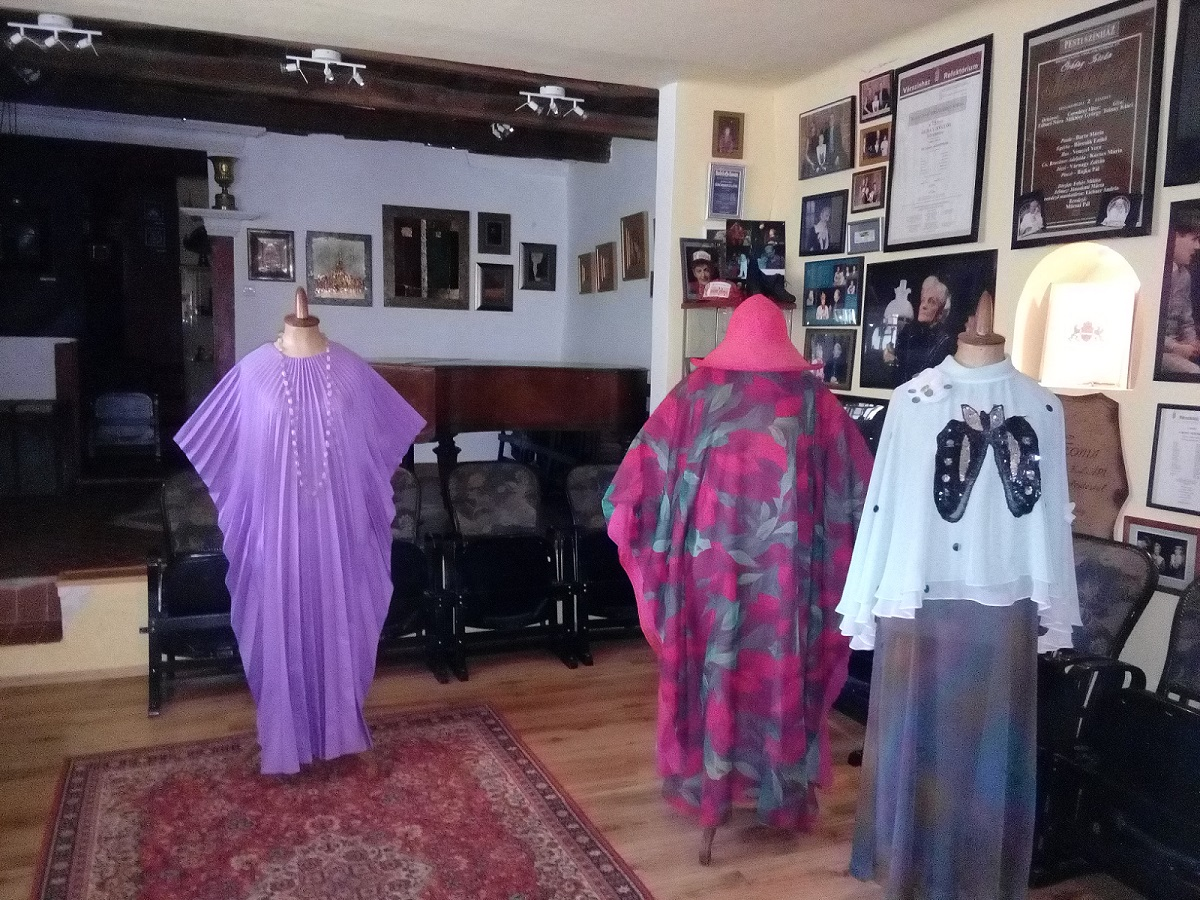
Színházi jelmezek

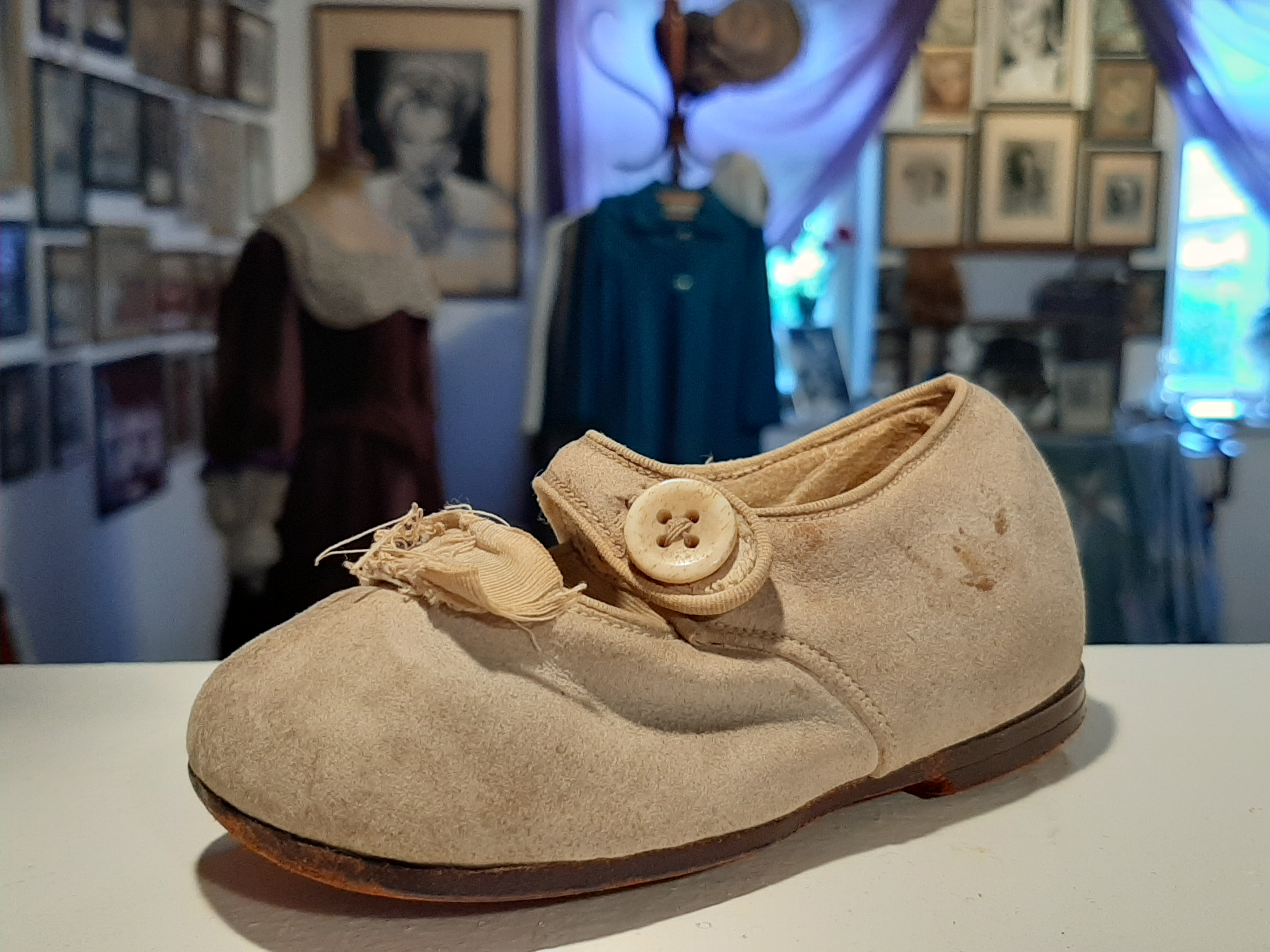
Tolnay Klári első kis cipője.

A Tolnay Klári Emlékház a 20. század kiemelkedő színművésznője, Tolnay Klári emlékét ápoló és bemutató kiállítóhely Nógrád vármegyében, Mohorán. Létesítője Balla István iparművész, működtetője civil szervezet, a Tolnay Klári Kulturális és Művészeti Egyesület.
Tolnay Klári Mohorán töltötte gyermekéveit és az elemi iskolát is ott végezte. „Mohorán színházról nemigen hallott a nép. Elvétve fölütötte a sátrát egy-egy vándorcirkusz, vagy mutatványos. Más semmi.” – idézte fel később a gyermekkort.

## Ismertetése
A Tolnay Klári életművét bemutató gyűjtemény létrehozója Balla István bőrész-iparművész. A színházrajongó művész egy kiállítása révén került közel Tolnay Klárihoz, akit egyik előadását követően felkeresett az öltözőjében, hogy felkérje közelgő kiállításának megnyitására. A művésznő örömmel tett eleget a kérésnek. "Majd elvállalta egy második kiállításom megnyitását is, én pedig az azt követő fogadáson elé álltam és megkértem, ajándékozzon nekem egy általa kiválasztott személyes emléket. Nem egy nagy értékű dologra gondoltam, hanem valami olyanra, ami tényleg közel áll hozzá. Elmentünk a lakására, és nekiláttunk válogatni. Mutatott mindenfélét, képeket, dísztárgyakat, de egyik sem fogott meg igazán. És akkor egy „Nesze, ez jó lesz?” felkiáltással a kezembe nyomta a babakori első kiscipőjét. Tulajdonképpen az egész emlékháznak ez a rézszegekkel kirakott, csontgombos, selyemmasnis, szattyánbőr cipőcske adta a kiindulási alapját. Amikor egy ilyen értéket kap az ember valakitől, az már kötelez bizonyos dolgokra." E babacipő arra inspirálta Balla Istvánt, hogy a művésznő közelgő 80. születésnapjára egy életmű-kiállítással köszöntse őt. 
A Tolnay gyűjtemény vándorkiállításként indult és 1994-től 1999-ig gyakorlatilag körbeutazta az országot. A gyűjtemény Mohorán, Tolnay Klári egykori családi kúriájától nem messze talált otthonra. Itt vásárolt házat Balla István, ahol megalapította a Tolnay Klári Emlékházat. A múzeumot 2000-ben avatta fel Mádl Ferenc köztársasági elnök. Balla István és családja azóta is ápolja a feledhetetlen színészkirálynő emlékét. 
A kiállításon korabeli fényképek sokasága, a színház hangulatát idéző számos használati tárgy eleveníti fel Tolnay Rozália/Klári életútját, egy „alulról” indult és a legmagasabb csúcsokig jutott művészi pálya emlékeit. A személyes tárgyak között látható a Tolnay család több mint 140 éves zongorája, vagy Tolnay Klári vígszínházi fésülködőasztala; a fotók között a pályatársak, – a 20. század nagy hazai színészegyéniségeinek  – portréi. A nagysikerű, ma már színháztörténeti jelentőségű alakítások – mint Tennessee Williams A vágy villamosa (Blanche), Csiky Gergely A nagymama (Szerémy grófné), Ibsen Nóra – hangulatát fényképek és eredeti jelmezek sora idézi.

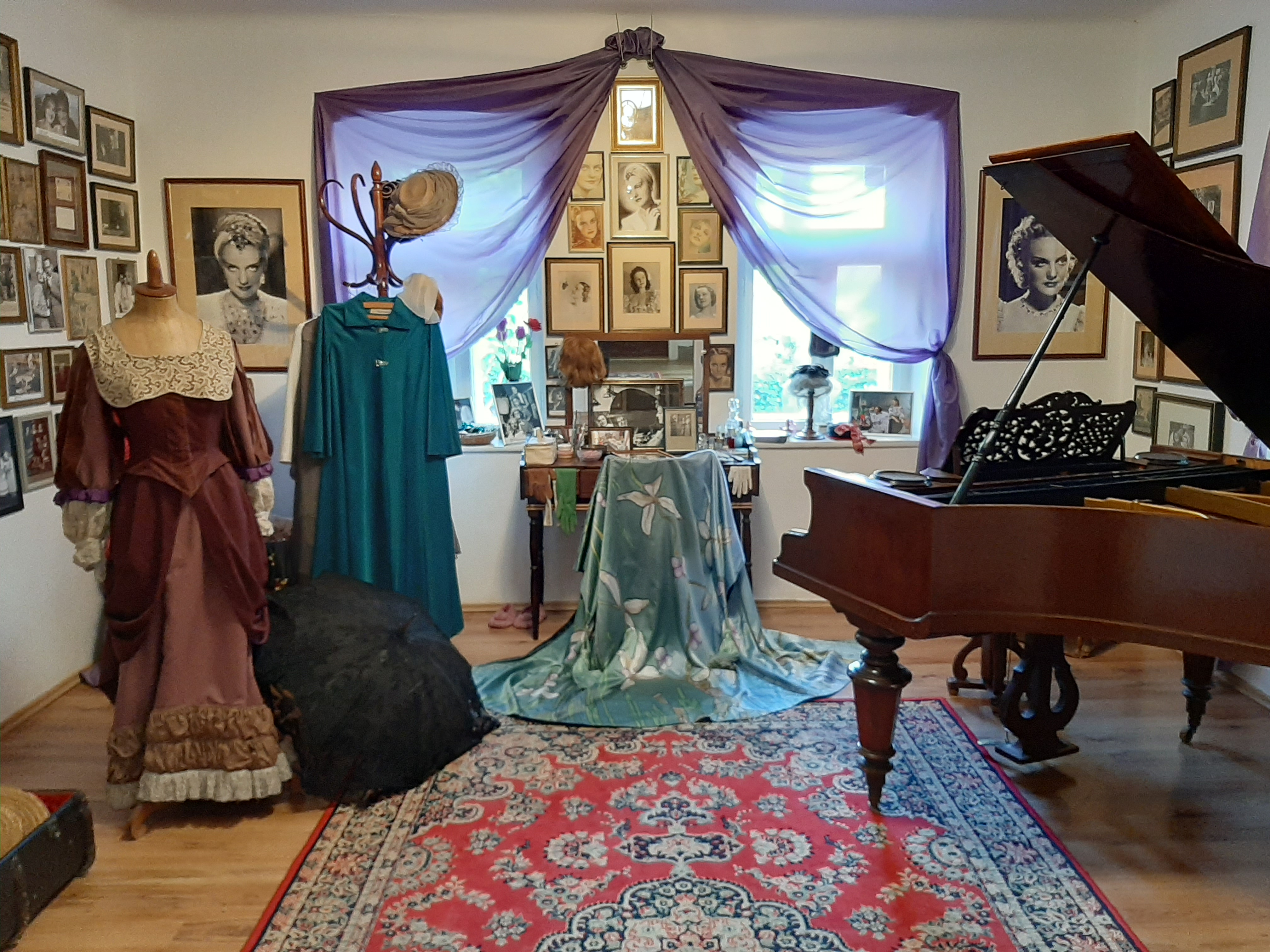
Az emlékház egyik terme

Az emlékház kulturális rendezvények színhelye is. Évente tartanak megemlékezést a művésznő születésnapja alkalmából, és szintén évente itt rendezik meg a Tolnay Klári-díj átadási ünnepségét.